# Мария Аполлония Савойская
Мари́я Аполло́ния Саво́йская (итал. Maria Apollonia di Savoia), или Мари́я Франче́ска Аполло́ния Саво́йская (итал. Maria Francesca Apollonia di Savoia; 8 февраля 1594, Турин, Княжество Пьемонт — 13 июля 1656, Рим, Папская область) — принцесса из Савойского дома, дочь Карла Эммануила I, герцога Савойи и князя Пьемонта.
Терциарка ордена францисканцев. Вела благочестивую жизнь в миру. За частые паломничества по святым местам была прозвана в народе «королевской паломницей». Досточтимая Римско-католической церкви.

## Биография

### Семья и ранние годы
Родилась в Турине 8 февраля 1594 года. Принцесса была седьмым ребёнком и третьей дочерью в семье герцога Савойи Карла Эммануила I и Каталины Микаэлы Австрийской, испанской инфанты из дома Габсбургов. По отцовской линии приходилась внучкой герцогу Савойи Эммануилу Филиберту и Маргарите Французской, принцессе из дома Валуа. По материнской линии была внучкой короля Испании Филиппа II и Елизаветы Французской, дочери короля Франции Генриха II и Екатерины Медичи. 
Обряд крещения Марии Франчески Аполлонии провёл архиепископ Турина Карло Бролья. Восприемниками принцессы стали её старший брат, принц Филипп Эммануил и тётка, единокровная сестра отца, донна Матильда Савойская, маркиза Пьянецца. Дочерей герцогской четы воспитывали согласно испанскому придворному этикету. Образование принцесс включало основные предметы, рукоделие и благотворительность. Дуэньей при дочерях герцогиня назначила супругу испанского посла при дворе в Турине, донну Мариану де Тассис-и-Акунья. Религиозным образованием принцесс занимались священники-духовники. Вначале это были иезуиты, затем их сменили варнавиты. С раннего детства Марию Аполлонию связала крепкая дружба с младшей сестрой Франческой Катериной, которая родилась через год с небольшим после неё. Принцесса поддерживала хорошие отношения и с братьями — старшим Маурицио и младшим Томасом. Общение между детьми герцогской четы стало более тесным после скоропостижной смерти их матери в ноябре 1597 года.
Выдав замуж старших дочерей, Маргариту и Изабеллу, герцог стал подыскивать достойную партию и для младших дочек. По свидетельству современников, Мария Аполлония имела приятные черты лица, пепельно-русые волосы, стройную фигуру и яркий темперамент. Она любила костюмированные балы, верховую езду, гонки на санях и не возражала против воли отца, планировавшего её замужество. В 1608 году герцог рассматривал проект брака Марии Аполлонии с императором Священной Римской империи Рудольфом II. В 1611 году он попытался выдать её за овдовевшего короля Испании Филиппа III. Затем начались переговоры о свадьбе принцессы с принцем Уэльским, сыном короля Англии Якова I, прерванные внезапной смертью принца. Следом появился проект о браке Марии Аполлонии с эрцгерцогом Фердинандом Австрийским, но и он потерпел неудачу.

### Терциарка
В 1618 году Мария Аполлония принесла частный обет целомудрия. Позднее она вступила в Общество смирения, в котором благородные дамы занимались делами благочестия. Карл Эммануил I не смог выдать замуж младших дочерей и не препятствовал их желанию вести полу-монашеский образ жизни. Принцессы продолжали следовать испанским традициям, в то время как политика их отца была нацелена на сближение со двором в Париже, особенно после войны за монферратское наследство. Герцог женил сыновей на французских принцессах. Он охладел к младшим дочерям, выражавшим отцу недовольство из-за введения при дворе в Турине французского этикета. 24 октября 1627 года, по просьбе младших дочерей, Карл Эммануил I разрешил построить в Турине монастырь капуцинок. 8 февраля 1629 года Мария Аполлония снова принесла обет целомудрия. 4 октября 1629 года она приняла облачение терциарки ордена францисканцев взяв новое имя Марии Франциски. Принцессе позволили иметь свой двор, который сопровождал её в паломнических поездках.
Подчинившись приказу отца, они покинули Турин во время вспышки чумы, но даже удаленно старались помочь заболевшим жителям города. Принцессы продали свои украшения и передали деньги на помощь людям, пострадавшим от последствий эпидемии. Они вернулись в город с 33000 скудо, пожертвованные их отцом и братом на восстановление Турина.
По благословению архиепископа Турина, Мария Аполлония и Екатерина основали приют для реабилитации бывших проституток, в котором смогли разместиться около сорока женщин. Впоследствии все они приняли монашеский постриг. В 1634 году принцессы совершили паломничество в санктуарий Оропской Богоматери, где приняли активное участие в благоустройстве этого места.
В своей капелле 13 декабря 1634 года они принесли монашеские обеты перед провинциальным настоятелем ордена капуцинов. Проведя некоторое время в Бьелле, 10 декабря 1640 года принцессы вернулись в Оропу. По дороге Екатерина заболела воспалением легких и умерла 20 октября того же года. Она завещала похоронить её в санктуарии Оропской Богоматери.

### Паломница
Оправившись от потери, Мария Аполлония стала совершать частые паломничества к святыням в разных городах, за что была прозвана подданными «королевской паломницей». В 1650 году в Риме её принял папа Иннокентий X.

### Смерть и почетание
Спустя три года принцесса вернулась в апостольскую столицу, где решила поселиться, но внезапно заболела и умерла 13 июля 1656 года. Сначала её похоронили в базилике Святых Апостолов в Риме, но затем, согласно завещанию покойной, её останки перезахоронили в базилике святого Франциска в Ассизи. Буллой от 1 сентября 1838 года папа Григорий XVI провозгласил Марию Аполонию Савойскую досточтимой Римско-католической церкви. В настоящее время процесс по причислению принцессы к лику блаженных всё ещё продолжается.